# ان‌جی‌سی ۲۵۳۶
ان‌جی‌سی ۲۵۳۶ (انگلیسی: NGC 2536) نام یک کهکشان مارپیچی میله‌ای در صورت فلکی خرچنگ است.